# Видан Бунушевац
Видан Бунушевац (Београд, 16. септембар 1979 — Београд, 24. октобар 2006) био је српски глумац.

## Биографија и каријера
Рођен је 1979. године у Београду у породици Вукице и Косте Бунушевца, српског академског сликара. Као дете писао је песме.
Дипломирао је у 2011. године на Факултету савремених уметности у Београду са представом „Маркетана” чији драмски текст је написао Небојша Пајкић.
Прву улогу остварио је 1998. године као играч флипера у краткометражном филму К.А.К, а након тога имао је улогу у ТВ филму Суседи. Године 2002. појавио се у ТВ филму Заједничко путовање, а након тога и као четврти записничар у филму Сироти мали хрчки 2010 из 2003. године. У једној епизоди ТВ серије Стижу долари имао је улогу ђака.
Имао је низ запажених улога у позоришту, као што су улоге у комадима Избирачица, Иза затворених врата, Сан летње ноћи, Ожалошћена породица, Чехов и друге. Његов отац, Коста Бунушевац истакао је како Видан није успео реализује ни део својих уметничких капацитета.
У априлу 2006. године са супругом Јаном добио је ћерку Терезу. Преминуо је изненада од инфаркта 24. октобра 2006. године.
Заступљен је у књизи Због њих сам волела Београд, коју је 2018. године објавила српска књижевница и ТВ водитељка Исидора Бјелица.

## Улоге

### Филм
| Год.    | Назив                         | Улога              |
| ------- | ----------------------------- | ------------------ |
| 1990-е▲ |                               |                    |
| 1998.   | К.А.К (кратки филм)           | играч флипера      |
| 2000-е▲ |                               |                    |
| 2002.   | Заједничко путовање (ТВ)      |                    |
| 2003.   | Сироти мали хрчки 2010 (филм) | четврти записничар |
| 2004.   | Стижу долари (ТВ серија)      | ђак                |

### Позориште
| Премијера         | Представа            | Улога                   | Редитељ        | Позориште                  |
| ----------------- | -------------------- | ----------------------- | -------------- | -------------------------- |
| 30. мај 1999.     | Избирачица           | Тошица                  | Петар Зец      | Култ театар                |
| 9. мај 2000.      | Ожалошћена пороица   | Прока Пурић             | Петар Зец      | Позориште Славија          |
| 23. фебруар 2008. | Љубав                | сценограф и костимограф | Ана Здравковић | Битеф театар               |
| 2007.             | Антигона             |                         | Ивана Вујић    | Белеф                      |
| 30. август 2008.  | Сплетка и љубав      |                         | Ивана Вујић    | Позориште лутака „Пинокио” |
| -                 | Иза затворених врата |                         |                |                            |
| -                 | Сан летње ноћи       |                         |                |                            |
| -                 | Чехов                |                         |                |                            |